# Новоселівка (Солонянська селищна громада)
Новосе́лівка — село в Україні, у Солонянській селищній територіальній громаді Дніпровського району Дніпропетровської області. Населення станом на 2021 рік — 74 мешканці.

## Географія
Село Новоселівка знаходиться на відстані 2 км від смт Солоне і за 1 км від села Кам'яне. По селу протікає висихний струмок з загатою. Поруч проходить автомобільна дорога Р80.

## Населення

### Мова
Розподіл населення за рідною мовою за даними перепису 2001 року:
| Мова       | Кількість | Відсоток |
| ---------- | --------- | -------- |
| українська | 64        | 96.97%   |
| російська  | 2         | 3.03%    |
| Усього     | 66        | 100%     |

## Інтернет-посилання
- Погода в селі Новоселівка

1. ↑  Рідні мови в об'єднаних територіальних громадах України — Український центр суспільних даних